# Parallel Harmony 月曜の扉は水曜の向こうに
『Parallel Harmony 月曜の扉は水曜の向こうに』（パラレルハーモニー げつようのとびらはすいようのむこうに）は、シーズウェアから2000年11月24日に発売された18禁恋愛アドベンチャーゲームである。2002年3月15日にはドラマ兼サントラCD「Parallel Harmony+ さらば ぱられるはぁもに〜 愛の戦士たち…?」も製作された。2014年現在はダウンロード通販サイトで販売されている。

## 概要
システムは全10話で構成されるオーソドックスなアドベンチャーゲームであるが、内容は時事ネタ等が使用され、シリアスな部分を極力押さえてほぼ最後までコメディに徹した作品となっている。アニメ・漫画・映画などサブカルチャーをネタにしたギャグやパロディー、時事や政治・宗教団体を基にした危険な社会ネタなどが随所に見られる。なお、時事ネタは2000年当時までのものである。
各話タイトル
- 第一話 - ?
- 第二話 - 午後の日和は買い物日和!
- 第三話 - 猫と長刀と鬼ごっこに於ける連立方程式
- 第四話 - 不確定存在における探偵ごっこ、および足音
- 第五話 - 要注意！小春日和の言霊娘警報!
- 第六話 - 季節外れのお花見と…
- 第七話 - ウェディングベルは天気雨の日に?
- 第八話 - そして、気持ちは動き出す…
- 第九話 - 大江戸捕りモノ一直線!
- 最終話 - 締めはやっぱり、ぱられるはぁ〜もに〜!?

## ストーリー
主人公（デフォルト名・浅賀真也）は、学園にある不思議な扉をふとした拍子に開けてしまう。するとそこから、明治時代に似た世界の住人が現れる。

## 登場人物
浅賀 真也（変更可）
主人公、私立鳴尋学園二年生。「こちら側の世界の住人」水泳部所属。こちらとあちらの世界の道を作った張本人の一人。後輩の野々村さやかに思いを寄せている。
他のキャラクターが濃い為か作品中周りのギャグやボケにツッコミを行うことが多いが熱血型でもあるため、突っ走った後にツッコミやきつい一言をいれられることがある。主な呼称はさやか・都からは「先輩」他のキャラクターからは「学生（さん）」など。
極度の巻き込まれ体質で、「あちら側の住人」たちが毎回巻き起こす騒動に巻き込まれ、酷い目にあいつつそのたびに深みにはまっていく。
おキツネ様いわく「世界の理に介入できる無力な存在-マレビト-」らしいがその詳細は不明。
野々村 さやか（ののむら さやか）
私立鳴尋学園一年生。「こちら側の世界の住人」水泳部のマネージャー。密かに主人公に思いをよせている。
作品中1、2を争う良心的な人物だが、故に周りからいじられたり主人公ともども騒動に巻き込まれてしまうこともあるため不幸体質気味。
主人公が他の女性と絡み合っていると「先輩のばかぁ～」といって走り去ることがある。
雛綺いわく「ココまで悪行の限りを尽くしてきた学生さんの最後の目標」
宮野都（みやの　みやこ）
明尋女学園一年生。「あちら側の世界の住人」ポツクリさん研究会所属。こちらとあちらの世界の道を作った張本人の一人。
好奇心旺盛で都市伝説等の怪しげな知識や特技を持つ。作品中では主にボケることが多く、伏字になってしまうようなネタを使ったギャグを放つことが多い。
実家は大きな料理屋で料理は得意。子沢山の家系で姉妹が多く、家族は昼はひなたぼっこや昼寝をして過ごしているらしい。
猫耳、尻尾を有するが、当初主人公達の前では隠していた。しかしマタタビで酔ってしまう騒動を経てばれてしまう。
中善寺音夢（ちゅうぜんじ　ねむ）
明尋女学園三年生。「あちら側の世界の住人」ポツクリさん研究会所属。
実家が退魔師の家系の為か普段から狩衣姿で長刀を隠し持つ。普段はボ～っとしていたり冷めていたりと感情の起伏に乏しいが、妖関係の騒動が起きると率先して行動する。
作品中では主人公にあちら側の世界の法則や妖関係の知識を解説する説明型のキャラクターだが時折さめた鋭い一言を放つ時がある。
一人称は「ボク」。退魔師だが遊園地のお化け屋敷は苦手。また見美の飛行機ネタに引っかかるなど以外に物見高い一面も。
通草佳乃香（あけび　かのか）
明尋女学園一年生。「あちら側の世界の住人」ポツクリさん研究会所属。
幽体離脱をおこしやすいらしく、生霊のまま現れることがある。病弱らしいがその病名は不明。
性格は後ろ向きで暗く、不吉な言葉や暗い一言が多い。作品中ではボケは少なく、主人公や都などにツッコミやきつい一言をいれることが多い。
見美いわく尽くすタイプで「捧げたからには地獄までお供します。」なタイプらしい。
宇佐未見美（うさみ　みみ）
明尋女学園二年生。「あちら側の世界の住人」ポツクリさん研究会所属。
関西弁をはなす極度のおしゃべり。標準語でしゃべったことが現実になってしまう言霊と言う存在。（しかし、天仙・神竜の領域には通用しないらしい。）
言霊が発動するにも構わずしゃべりたおすため、他の明尋女学園メンバーからトラブルメーカー扱いされている。
作品中では軽いノリでボケとツッコミ両方こなし、主人公やさやかなどを手玉に取ることもしばしば。
柿本沙智（かきもと　さち）
鳴尋学園理科教師。「こちら側の世界の住人」水泳部顧問。
背が低く幼い外見のため、生徒達からはある歌に掛けて「さっちゃん」のあだ名で呼ばれている。
研究熱心で、扉のことを熱心に調べているが、ショックに弱くすぐ気絶する。
天才だったらしく飛び級で教師になったので元の年齢はヒミツらしい。
榎本雛綺（えのもと　ひなき）
明尋女学園三年生。「あちら側の世界の住人」ポツクリさん研究会所属。
実家は神社で、いつも巫女装束のような着物を着ている。言葉が間延びしたりするのんびりとした穏やかな性格。
狐憑きでおキツネ様が憑くとエセ京都弁をはなし、鋭い言動を放つ。
作品中ではボケとギャグが主であるが、きつい一言を放つ時もある。
鳴子坂孝（なるこざか　たかし）
鳴尋学園二年生。「こちら側の世界の住人」水泳部所属。
主人公の悪友的存在。飄々としていて、普段は沙智をからかったりしている。
作品中では主にボケに回ることが多く、ゲームから時事ネタなどありとあらゆる角度からボケを入れてくる。
異性に持てるらしく権兵衛のクラスに5人の彼女がおり、学園内や主人公の身の回りの情報に通じるなど謎な部分もある。
「ミッション系のトラブル」と言う言葉を多用する。
山田権兵衛（やまだ　ごんべえ）
鳴尋学園三年生。「こちら側の世界の住人」水泳部部長。
金持ちでハンサム、主人公タイプの人間であるがおじいさんがうっかりつけた名前にコンプレックスがあり、名前で呼ばれると錯乱し解けてしまう。
作品中ではあまり出番が無いが、冷静なツッコミを入れることがある。鳴子坂と共に出ることが多い。
校長先生
明尋女学園校長。「あちら側の世界の住人」
一見若いが本人によるとかなりの年寄りらしく、ふらっと主人公の前に現れては謎の言動をして去っていくことがある。
作品中では出番が少ないが、要所要所で現れ、飄々とした言動からボケとツッコミ両方をおこなうことがある。
おキツネさまも一目置く人物でおおキツネ様いわく「界仙」　

## ドラマCD
Parallel Harmony+ さらば ぱられるはぁもに〜 愛の戦士たち…?
2002年3月15日に発売された。小泉総理（当時）など時事ネタを取り入れたり、与党の支持母体である某巨大宗教団体をネタにしたり、ドラマCDにもかかわらず伏字を多様化するなど、作品のノリを変えずに作られた。

## スタッフ
- シナリオ：伽遠蒔絵
- 原画：ことみようじ
- 音楽：森康成